# Судженка (Судженское сельское поселение)
Судженка — село в Яйском районе Кемеровской области России. Входит в состав Судженского сельского поселения.

## География
Село находится в северной части области, на берегах реки Чиндат (приток Яи), на расстоянии примерно 7 километров (по прямой) к западу от районного центра посёлка городского типа Яя. Абсолютная высота — 184 метра над уровнем моря.
Часовой пояс
Село Судженка, как и вся Кемеровская область, находится в часовой зоне МСК+4. Смещение применяемого времени относительно UTC составляет +7:00.

## История
Село было основано в 1845 году. В «Списке населенных мест Российской империи» 1868 года издания населённый пункт упомянут как казённая деревня Суржанка (Верхний Чендат) Томского округа (3-го участка) при речке Чендат, расположенная в 143 верстах от окружного центра Томска. В деревне имелось 103 двора и проживало 665 человек (344 мужчины и 321 женщина).
В 1911 году в селе Суджанском, являвшимся центром Судженской волости Томского уезда, имелось 152 двора и проживало 1240 человек (640 мужчин и 600 женщин). Функционировали церковь, сельское училище, медицинский фельдшерский пункт, казённая винная лавка и волостное правление.
По данным 1926 года имелось 259 хозяйств и проживало 1542 человека (в основном — русские). В административном отношении село являлось центром Судженского сельсовета Судженского района Томского округа Сибирского края.

## Население
| 2010 |
| ---- |
| 564  |

Половой состав
По данным Всероссийской переписи населения 2010 года в гендерной структуре населения мужчины составляли 48 %, женщины — соответственно 52 %.
Национальный состав
Согласно результатам переписи 2002 года, в национальной структуре населения русские составляли 91 % из 669 чел.

## Улицы
Уличная сеть села состоит из пяти улиц.
Заречная, Советская, Школьная,Почтовая, Молодежная. 